# Robert S. Mulliken
Robert Sanderson Mulliken (1896-1986) là nhà hóa học người Mỹ. Ông giành Giải Nobel Hóa học năm 1966 nhờ công trình nghiên cứu liên kết hóa học và cấu trúc electron của phân tử bằng phương pháp orbital phân tử. Ông cùng với Friedrich Hund đã phát triển phương pháp Hund-Mulliken. Đây là phương pháp quỹ đạo phân tử khó hình dung đối với các nhà hóa học những lại cực kỳ hiệu quả trong việc tiên đoán các tính chất so với phương pháp liên kết hóa trị. Phương pháp này chỉ dễ hình dung khi có sự giúp đỡ của máy tính. Ngoài ra, Robert Mulliken còn là người sáng tạo ra thuật ngữ orbital để ám chỉ quỹ đạo của các electron quay xung quanh hạt nhân. Thời điểm ông đưa ra thuật ngữ này là vào năm 1932.